# Libnotes cerinella
Libnotes cerinella är en tvåvingeart som först beskrevs av Alexander 1978.  Libnotes cerinella ingår i släktet Libnotes och familjen småharkrankar. Inga underarter finns listade i Catalogue of Life.